# Ahmed Chtourou
Ahmed Chtourou, né le 29 novembre 1931 à Sfax et mort le 26 mai 2015 à Tunis, est un homme politique tunisien.

## Biographie
Maire du Bardo et député, il exerce la fonction de ministre de la Jeunesse et du Sport de 1971 à 1973 dans le gouvernement Nouira.
Mort le 26 mai 2015, il est enterré deux jours plus tard au cimetière du Djellaz à Tunis.